# スーパーエージェント TUFFパピー
『スーパーエージェント TUFFパピー』(英語: T.U.F.F. Puppy)は、アメリカ合衆国のテレビアニメである。ブッチ・ハートマン原作・監督。2010年10月2日よりニコロデオンで放送されている。
日本では2016年4月1日より、Amazonビデオ、Amazonプライム・ビデオで配信開始。また、dTVチャンネルおよびHuluで視聴できるニコロデオンでも放送中。

## あらすじ
並外れた運動能力や頭脳を持つ子犬、ダドリー・パピーがひょんな出来事がきっかけで極秘犯罪防止組織の「TUFF (タフ)」で働くことに。猫のキティとコンビを組んで悪の組織「DOOM (ドゥーム)」に立ち向かう。

## 登場人物

### TUFF
TUFFの名前の由来は「The Turbo Undercover Fighting Force(ターボアンダーカバーファイティングフォース)」から。
ダドリー・パピー (Dudley Puppy)
声 - 寸石和弘/英 - ジェリー・トレイナー
本作の主人公である雑種犬。
キティ (Kitty Katswell)
声 - 有賀由樹子/英 - グレイ・デリスル
ダドリーの相棒である猫。
チーフ (The Chief)
声 - 鈴森勘司/英 - ダラン・ノリス
ダドリーらの上司であるノミ。
ケズウィック (Keswick)
声 - 高坂宙/英 - ジェフ・ベネット
タミー
声 - /英 - グレイ・デリスル
チーフの秘書であるウサギ。

### DOOM
DOOMの名前の由来は「Diabolical Order Of Mayhem(騒乱の悪魔の秩序)」から。
スナップトラップ (Verminious Snaptrap)
声 - 烏田裕志/英 -  マディ・テイラー
ラリー (Larry)
声 - 武田幸史/英 - ジェフ・ベネット
オリー (Ollie)
声 - 稲垣拓哉/英 - ジェフ・ベネット
フランシスコ (Francisco)
声 - 藤巻大悟/英 - ダラン・ノリス

### その他の悪役キャラクター
カメレオン (The Chameleon)
声 -/英 - ダラン・ノリス

## 各話リスト

### シーズン1
| 話数 | サブタイトル                   | 原題                      | 備考 | 放送日（アメリカ） |
| ---- | ------------------------------ | ------------------------- | ---- | ------------------ |
| 1    | 最強コンビ誕生！               | Purr-fect Partners        |      | 2010年10月2日      |
| 1    | カメレオンにご用心             | Doom-mates                |      | 2010年10月2日      |
| 2    | ショッピング・モールに集まれ！ | Mall Rat                  |      | 2010年10月16日     |
| 2    | バースデー大作戦               | Operation: Happy Birthday |      | 2010年10月16日     |
| 3    | ケズウィック誘拐事件           | Snapnapped                |      | 2010年11月6日      |
| 3    | ママがやって来た！             | Mom-A-Geddon              |      | 2010年11月6日      |
| 4    | クルーズ船を狙え！             | Cruisin' for a Bruisin    |      | 2010年10月9日      |
| 4    | 恋するダドリー                 | Puppy Love                |      | 2010年10月9日      |
| 5    | 万能トースター襲来！           | Toast of T.U.F.F.         |      | 2010年10月23日     |
| 5    | シェアハウスへようこそ         | Share-A-Lair              |      | 2010年10月23日     |
| 6    | 催眠ダドリー                   | Dog Daze                  |      | 2010年11月27日     |
| 6    | ミクロのエージェント           | Internal Affairs          |      | 2010年11月27日     |
| 7    | パピー・オン・アイス           | Chilly Dog                |      | 2010年11月27日     |
| 7    | ドゥーミー賞は誰の手に？       | The Doomies               |      | 2010年11月27日     |
| 8    | カミナリなんて怖くない         | Thunder Dog               |      | 2011年2月12日      |
| 8    | 恋人はスナップトラップ         | Snap Dad                  |      | 2011年2月12日      |